# Phytarrhiza
Phytarrhiza là một phân chi thuộc chi Tillandsia.

## Các loài
| - Tillandsia acosta-solisii Gilmartin - Tillandsia anceps Loddiges - Tillandsia arhiza Mez - Tillandsia aurea Mez - Tillandsia bandensis Baker - Tillandsia cacticola L.B. Smith - Tillandsia caerulea Kunth - Tillandsia cornuta Mez & Sodiro - Tillandsia crocata (E. Morren) Baker - Tillandsia cyanea Linden ex K. Koch - Tillandsia dodsonii L.B. Smith - Tillandsia duratii Visiani - Tillandsia dyeriana André - Tillandsia hamaleana E. Morren - Tillandsia humilis Presl - Tillandsia kirschnekii Rauh & W. Till - Tillandsia laxissima Mez - Tillandsia lindenii Regel - Tillandsia mallemontii Glaziou ex Mez - Tillandsia mandonii E. Morren - Tillandsia marconae W. Till & Vitek - Tillandsia monadelpha (E. Morren) Baker | - Tillandsia narthecioides Presl - Tillandsia paleacea Presl - Tillandsia peiranoi Castellanos - Tillandsia platyrhachis Mez - Tillandsia porongoensis L. Hromadnik & P. Schneider - Tillandsia pretiosa Mez - Tillandsia purpurea Ruiz & Pavón - Tillandsia reichenbachii Baker - Tillandsia scaligera Mez & Sodiro - Tillandsia schunkei L.B. Smith - Tillandsia straminea Kunth - Tillandsia streptocarpa Baker - Tillandsia triglochinoides Presl - Tillandsia umbellata André - Tillandsia venusta Mez & Wercklé - Tillandsia wagneriana L.B. Smith |

## Hình ảnh

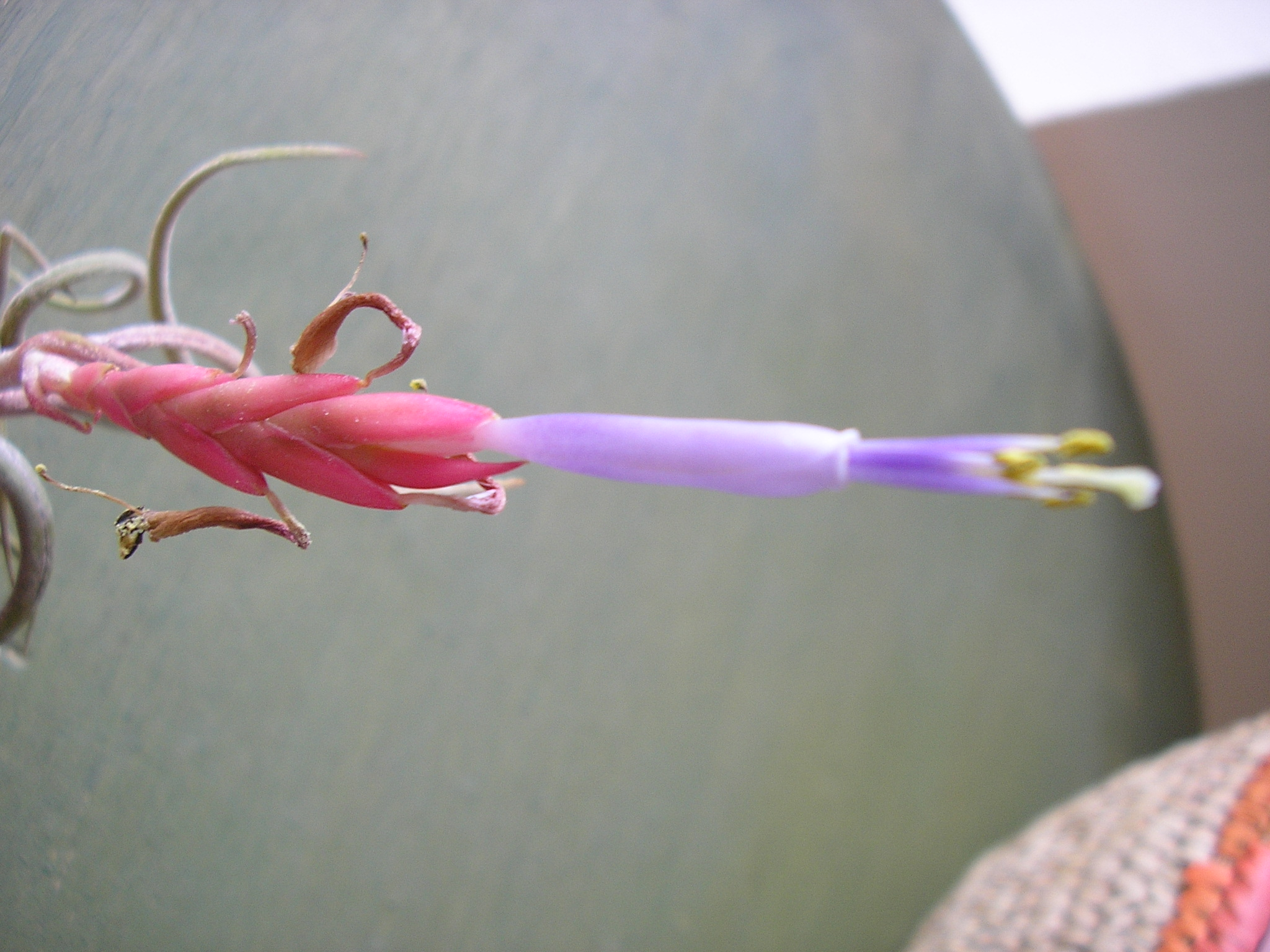

- Tập tin:Stamps of Germany (DDR) 1988, MiNr 3149.jpg
- Tập tin:Stamps of Germany (DDR) 1988, MiNr 3151.jpg
- Tập tin:Stamps of Germany (DDR) 1988, MiNr 3152.jpg